# 卿士
卿士是中國古官名。又作卿史、卿事。
商代甲骨文中有卿史这个官名的记载。在西周，卿士是三公、六卿的通称，為周王室執政之官。“士”通“事”，《说文·士部》云：“士，事也。”
《诗經·大雅·常武》：“赫赫明明，王命卿士，南仲太祖，太师皇父：‘整我六师，以修我戎。’”又《春秋左傳》隱公三年：“鄭武公、莊公為平王卿士。”此處有杜預注：“卿士，王卿之執政者。”《史記·周本紀》：“厲王不聽，卒以榮公為卿士，用事。” 